# Phare de Conimicut
Le phare de Conimicut (en anglais : Conimicut Light) est un phare actif situé à Warwick dans le Comté de Kent (État de Rhode Island).
Il est inscrit au Registre national des lieux historiques depuis le 30 mars 1988 .

## Histoire
Ce phare à caisson a été construit en 1883 en utilisant une technique de caisson pneumatique. Celui-ci a remplacé une lumière antérieure de 1868. Le phare de Conimicut a été automatisé dans les années 1960 et a été l’un des derniers phares fonctionnant à l’acétylène à passer à l’électricité.
La ville de Warwick a acquis le feu en 2004. Initialement, la ville envisageait de restaurer le phare, mais aucune subvention fédérale n’a été accordée à cette fin. Par la suite, la ville envisage divers projets, notamment en le louant à une entreprise de tourisme pour qu’elle soit convertie en auberge.

## Description
Le phare  est une tour circulaire en fonte avec trois galeries circulaires et une lanterne, montée sur une base en granit. La tour intègre les quartiers de gardiens sur trois étages. La tour est peinte en blanc et la lanterne est noire. Il émet, à une hauteur focale de 17 m, un bref éclat blanc de 0.3 seconde par période de 2.5 secondes. Sa portée est de 8 milles nautiques (environ 15 km) pour le feu blanc. Il possède aussi un feu à secteurs rouge couvrant les hauts-fonds dangereux d'une portée de 5 milles nautiques (environ 9 km) pour le feu rouge et il est équipé d'une corne de brume radiocommandée émettant deux blasts par période de 10 secondes.

## Caractéristiques dufeu maritime
Fréquence : 2.5 secondes (W)
- Lumière : 0.3 seconde
- Obscurité : 2.2 secondes

Identifiant : ARLHS : USA-188 ; USCG : 1-18305 - Amirauté : J0590 .
|                  |
| Le phare en 1905 |

|          |
| Le phare |

### Lien connexe
- Liste des phares au Rhode Island